# Sinopoda angulata
Sinopoda angulata là một loài nhện trong họ Sparassidae. S. angulata được miêu tả năm 2002 bởi Peter Jäger, Gao & Fei.